# Frederick Trump

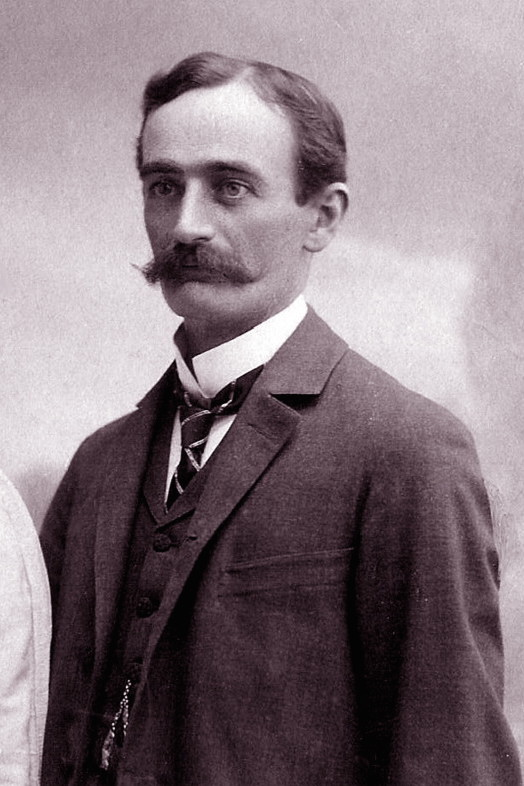
Frederick Trump (1902)

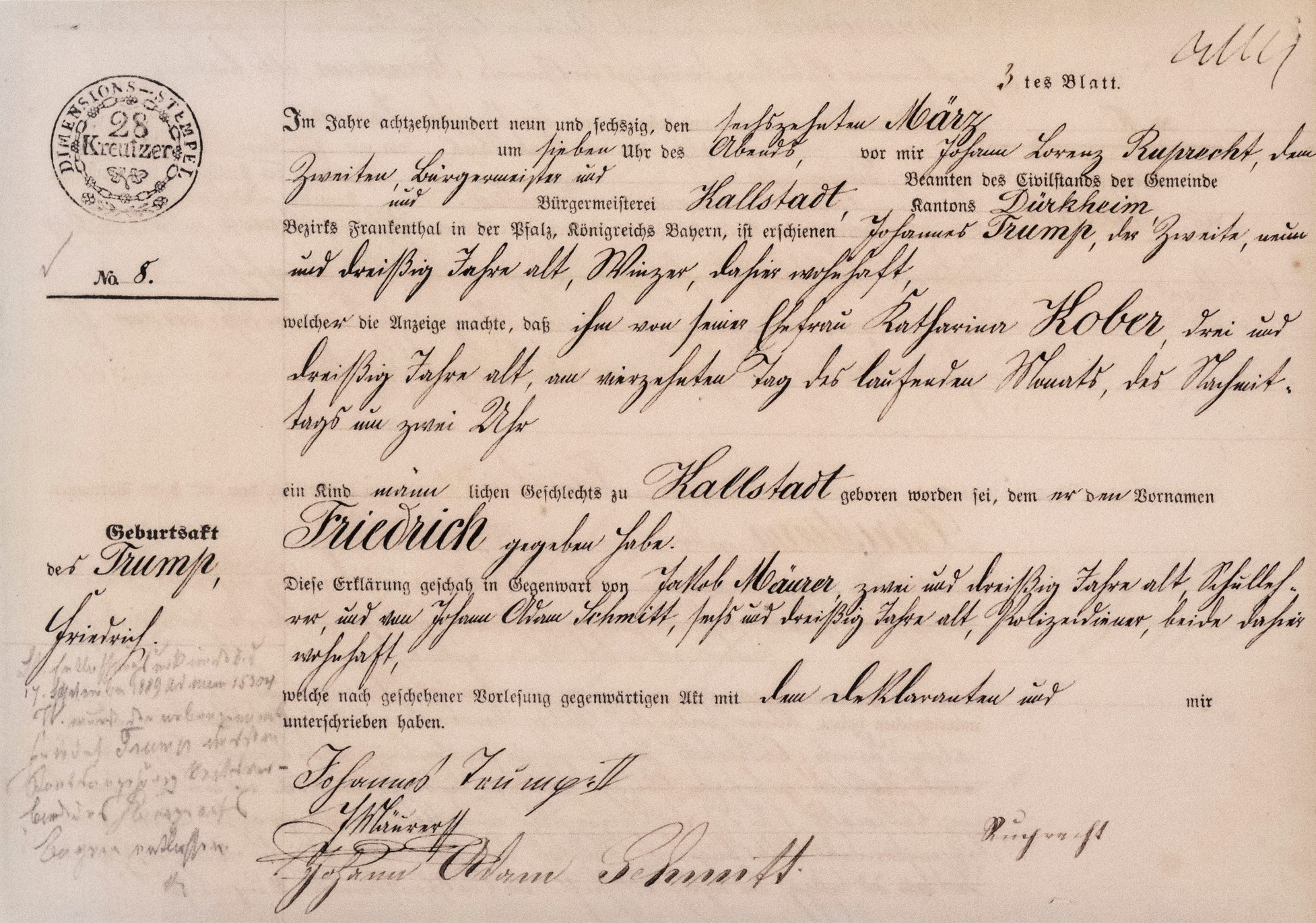
Geburtsakt (1869)

Frederick Trump (* 14. März 1869 in Kallstadt, Pfalz, Königreich Bayern als Friedrich Trump; † 30. Mai 1918 in New York City, USA) war ein deutsch-amerikanischer Unternehmer. Er machte sein Vermögen mit dem Betrieb von Restaurants im Nordwesten der USA und im kanadischen Yukon-Territorium, insbesondere während des Klondike-Goldrausches. Sein Enkel ist US-Präsident Donald Trump.

## Herkunft
Der Name Trump lässt sich in Friedrich Trumps Ahnenreihe bis zu Johann Sebastian Trump zurückverfolgen, der 1699 in Bobenheim am Berg geboren wurde. Eine Verbindung zu Kallstadt kann erst bei Friedrich Trumps Großvater Johannes Trump (1789–1836) festgestellt werden. Dieser wurde in Bobenheim am Berg geboren und verheiratete sich in Kallstadt, wo er auch starb. Friedrich Trumps Mutter entstammte einer Winzerfamilie in Wachenheim.
Friedrich Trump war ein Cousin zweiten Grades des Ketchup-Unternehmers Henry John Heinz, dessen Großmutter eine geborene Trump war. Trumps Sohn Fred erfand nach dem Zweiten Weltkrieg eine Herkunft aus Schweden mit der angeblichen Heimatstadt Karlstad, um problemlos mit Immobilien handeln zu können, was er mit einer deutschen Abstammung nicht für möglich hielt. An dieser Fiktion hielt auch dessen Sohn Donald noch bis in die 1980er Jahre fest.

## Kindheit und Jugend in der Pfalz
Friedrich Trump wurde 1869 in Kallstadt, damals wie die gesamte Pfalz zum Königreich Bayern gehörend, als Sohn von Johannes Trump und Katharina Kober geboren. Er hatte vier Schwestern und einen Bruder. Die Familie besaß ein kleines Weingut, aber der Vater war schon bei Friedrichs Geburt lungenkrank, und als er 1877 starb, hinterließ er wegen der Arztkosten hohe Schulden. Deshalb mussten die älteren Geschwister im Weingut mitarbeiten. Friedrich erschien der Mutter als für diese harte Arbeit nicht geeignet, und deshalb schickte sie ihn im Alter von 14 Jahren in das nahe gelegene Frankenthal, wo er eine Ausbildung zum Friseur machte.

## Auswanderung nach New York

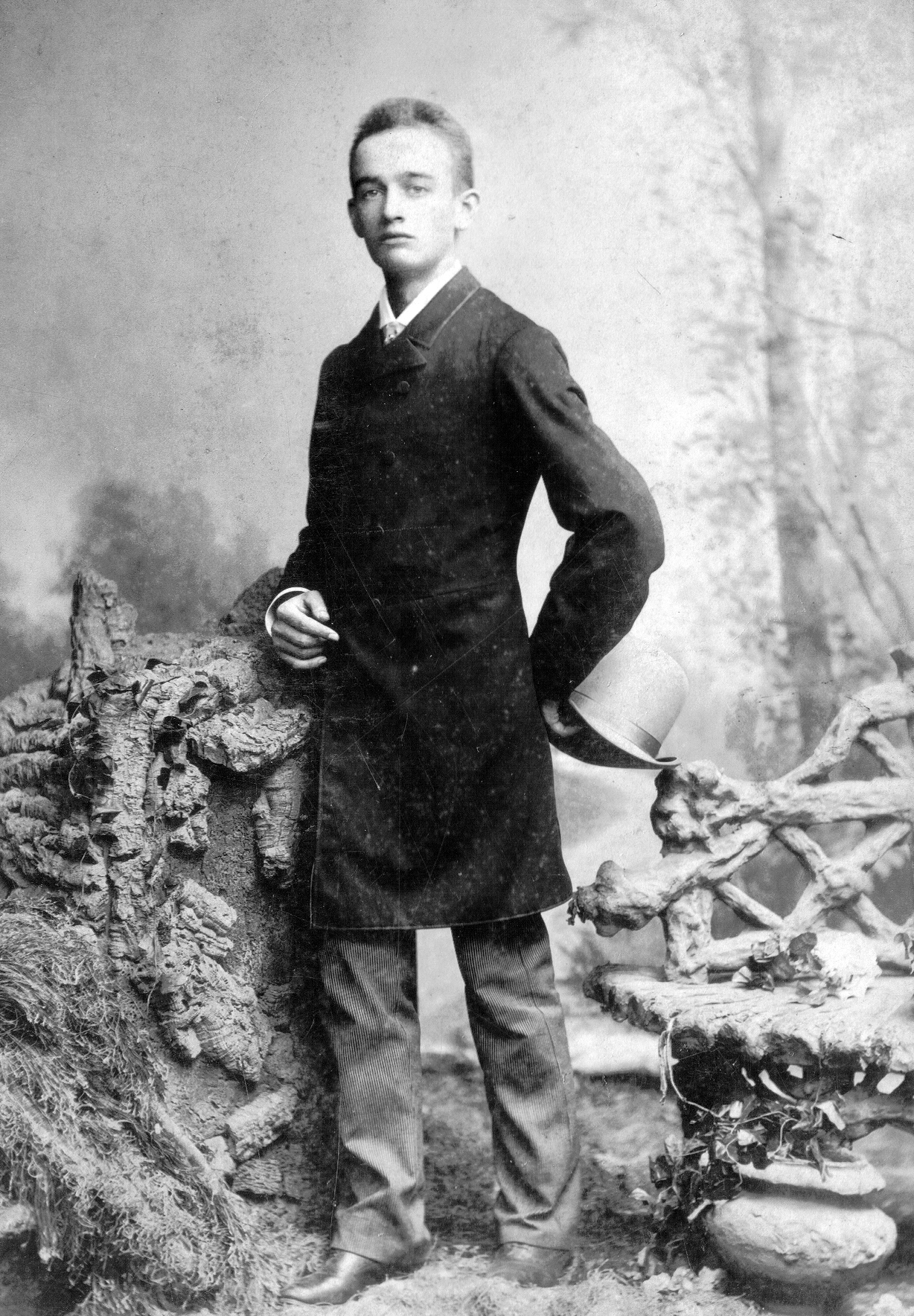
Friedrich Trump (1887, vor der Anglisierung seines Vornamens)

Als Friseur hätte Trump im kleinen Kallstadt (damals knapp 1.000 Einwohner) kein Auskommen gefunden. Da seine älteste Schwester Katharina bereits im Jahr zuvor nach New York ausgewandert war und dort ihren ebenfalls aus Kallstadt stammenden Verlobten Friedrich Schuster geheiratet hatte, entschied er sich nach dem Abschluss seiner Lehre 1885 – erst 16-jährig –, ihr dorthin zu folgen. Nach zwölftägiger Seereise von Bremerhaven nach New York City an Bord der Eider, eines Schnelldampfers des Norddeutschen Lloyd, betrat er am 19. Oktober 1885 erstmals amerikanischen Boden. Bei der Einwanderungsbehörde Castle Garden wurde er unter dem Namen „Friedr. Trumpf“ registriert.
Deutsche waren damals in den Vereinigten Staaten sehr gern gesehen und stellten seit Jahrzehnten die größte Gruppe von Einwanderern. Insbesondere waren sie als gute Arbeiter begehrt, und amerikanische Bundesstaaten und große Unternehmen wie etwa die Northern Pacific Railroad warben in Deutschland, und besonders in der Pfalz, aus der ein großer Anteil der Deutschamerikaner stammte, in großem Stil um Auswanderungswillige. Allein in den 1880er Jahren folgten über eine Million Deutsche diesem Ruf. Einer der Gründe, der auch für Friedrich Trump von Bedeutung war, war das in der Pfalz geltende Prinzip der Realteilung, wodurch er nur einen Bruchteil des ohnehin nicht großen Grundbesitzes der Mutter erben würde, während in den USA jedermann bis zu 160 Acres (etwa 65 Hektar) Land erwerben konnte, indem er es fünf Jahre lang bewirtschaftete (Homestead Act).
Trump zog bei den Schusters in deren kleine Wohnung in Manhattan ein und fand schon bei der Ankunft am Hafen eine Arbeit als Friseur. Im folgenden Jahr kam auch seine zweitälteste Schwester Luise in die nun sehr überfüllte Wohnung. Gemeinsam unterstützten sie die Mutter in Kallstadt finanziell.

## Seattle und Monte Cristo
Mit der bescheidenen Existenz als Friseur war Friedrich Trump nicht zufrieden. Er wollte reich werden. Im November 1891 übernahm er mit Hilfe von Zuwendungen durch Verwandte ein kleines Restaurant im Rotlichtbezirk von Seattle, dessen Innenstadt zwei Jahre zuvor durch Feuer zerstört worden war und jetzt wieder aufgebaut wurde. Während er in Manhattan unter Pfälzer Einwanderern gelebt, pfälzischen Dialekt gesprochen und sich wie in der Heimat gekleidet und ernährt hatte, wurde er jetzt in jeder Hinsicht Amerikaner, wozu auch gehörte, dass er seinen Vornamen in „Fred“ änderte. Im Oktober 1892 wurde er Bürger der Vereinigten Staaten, indem er sich zur ersten Präsidentschaftswahl einschrieb, die in dem erst kurz zuvor in die Union aufgenommenen Staate Washington stattfand.
Das Restaurant, das Trump mit großem Einsatz allein betrieb, eröffnete keine weitere Perspektive. Doch als im August 1892 sein älterer Bruder Jakob in Kallstadt heiratete, nahm die Mutter dies zum Anlass, nach dem Erbrecht der Realteilung ihren Besitz auf ihre fünf Kinder zu verteilen, und Friedrich wurde wie die beiden ebenfalls emigrierten Schwestern ausbezahlt. Damit hatte er erstmals ein wenig Kapital für weitere Unternehmungen. Im Frühjahr 1893 gab er sein Restaurant auf, verkaufte das Inventar und machte sich auf den mühsamen Weg in die schroffe und noch tief verschneite Kaskadenkette nordöstlich von Seattle.
Hier waren unlängst reiche Vorkommen von Gold und Silber entdeckt worden und jetzt wurde eine neue Siedlung namens Monte Cristo errichtet, in der der legendäre Ölmagnat John D. Rockefeller, der reichste Mann Amerikas, angeblich Millionen investieren wollte. Der Erwerb eines Grundstücks in Monte Cristo war weit jenseits von Trumps finanziellen Möglichkeiten. Stattdessen ließ er an einer Stelle in der Nähe des geplanten Bahnhofs, wo er vorgeblich Gold gefunden hatte, einen Claim registrieren und errichtete darauf ein Boardinghouse. Damit übertrat er zwar das Verbot, Claims als Baugrund zu nutzen, und er ignorierte zudem, dass der Claim bereits auf einen anderen Namen registriert war, aber ein solches Vorgehen war damals in Monte Cristo durchaus üblich und nur mit einem sehr geringen Risiko verbunden.

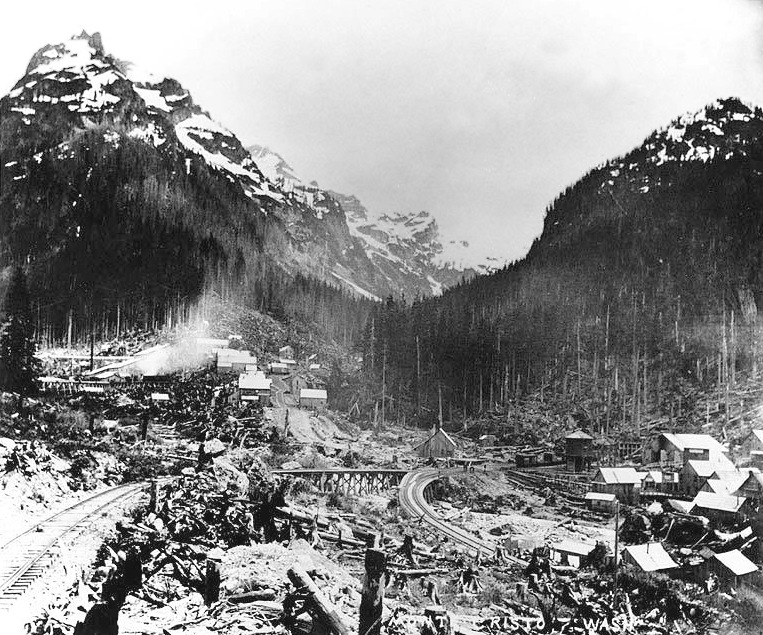
Monte Cristo (1895)

1894 war die Infrastruktur in Monte Cristo soweit fertiggestellt, dass der Transport von Erz und Holz über die gerade fertiggestellte Bahnlinie nach Everett aufgenommen werden konnte. Die Saloons waren rund um die Uhr geöffnet, und Ende des Jahres konnte Trump sein Grundstück legal erwerben. Im Dezember 1895 brach während eines schweren Schneesturms das Dach des Boardinghouses unter den Schneemassen zusammen, und Trump musste es reparieren. Im Frühjahr vermietete er das Etablissement und reiste nach Kallstadt zur Hochzeit seiner jüngeren Schwester Elisabeth. Nach seiner Rückkehr kandidierte er in Monte Cristo als Friedensrichter und wurde mit 32:5 Stimmen in dieses Amt gewählt.
Zu dieser Zeit kursierten Geschichten über Goldfunde im Yukon-Gebiet im Nordwesten Kanadas, an der Grenze zu Alaska. Viele Bergleute verließen Monte Cristo, Trump entschied sich aber, erst einmal in Monte Cristo zu bleiben und seine Geschäfte fortzuführen. Mit zwei Arbeitern traf er die Vereinbarung, dass sie gegen einen Beitrag zu ihren Reisekosten auch in seinem Namen Claims am Yukon abstecken würden. Ob er je davon profitiert hat, ist nicht bekannt.

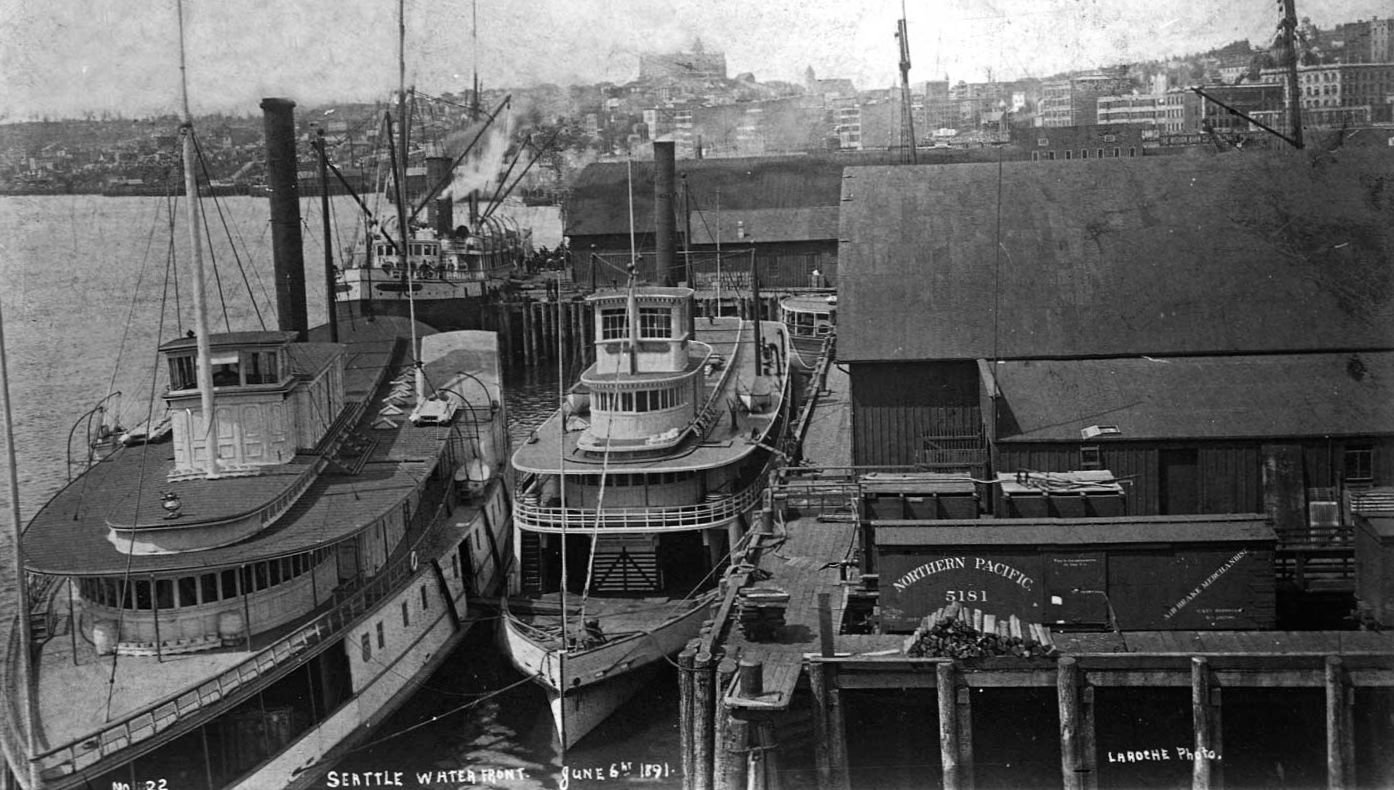
Dampfschiffe im Hafen von Seattle (1891)

1897 kamen 68 Goldsucher nach Seattle, die am Klondike River, einem Nebenfluss des Yukon River, in kürzester Zeit reich geworden waren und Nuggets im Wert von über 700.000 US-Dollar (heute mehr als 20 Mio. US-Dollar) mitbrachten. Es war schnell klar, dass der jetzt einsetzende Goldrausch alle bisherigen übertreffen würde, und die Handelskammer von Seattle startete eine bundesweite Werbekampagne, mit der es gelang, Seattle als den Ausgangspunkt für Expeditionen zum Klondike zu etablieren. Trump eröffnete erneut ein – dieses Mal sehr profitables – Restaurant in Seattle.

## Klondike-Goldrausch
In den folgenden Monaten bereitete er seine Reise zum Yukon vor, indem er die benötigte Ausrüstung und reiche Vorräte zusammentrug. Im Frühjahr 1898 verkaufte er das Restaurant, übertrug seinen Besitz in Monte Cristo auf seine Schwester Louise und machte sich auf den Weg. Monte Cristo war inzwischen ein Opfer der Naturgewalten geworden: Schwere Überschwemmungen und Bergrutsche hatten im November 1897 erhebliche Teile der von Rockefeller errichteten Bahnlinie zerstört, und Rockefeller beschloss, sie nicht wiederherstellen zu lassen. Ohne die Eisenbahn war der Bergbau in dieser schwer zugänglichen Bergregion nicht mehr profitabel. Trump gehörte zu den wenigen, die in Monte Cristo Gewinn gemacht hatten.

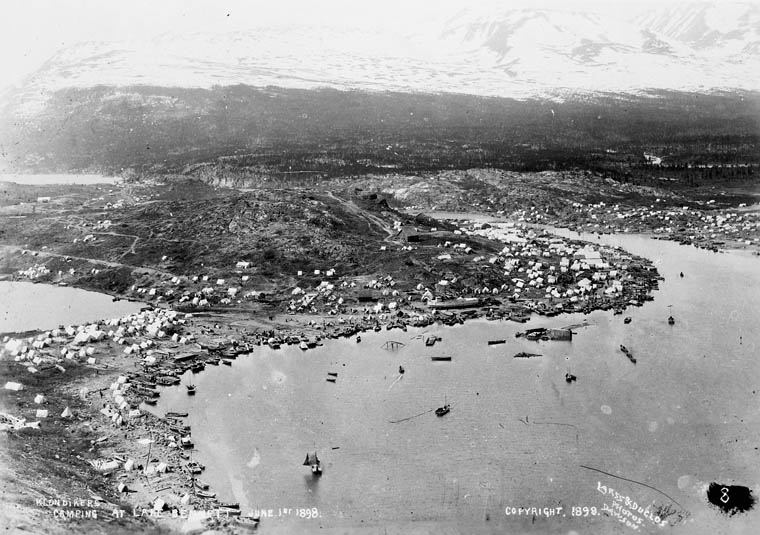
Bennett (1898)

Im Mai 1898 erreichte er die neu gegründete Stadt Bennett am Lake Bennett. Er kam zu Fuß bei extremer Kälte von der Westküste über die sehr unwegsamen Coast Mountains, zusammen mit Tausenden von Goldsuchern, die in Bennett Boote bauten, um den Yukon River hinab (nach Norden) zu den Goldfeldern zu gelangen, sobald der vereiste Fluss schiffbar sein würde. Mit seinem Partner Ernest Levin errichtete Trump das New Arctic Restaurant and Hotel, das bald als das beste Haus am Ort galt. Neben einer reichen Auswahl an Speisen bot es vor allem alkoholische Getränke und Zimmer für Prostituierte. Nach zwei Jahren zogen Trump und Levin mitsamt dem Arctic Restaurant den Fluss hinab in die erst wenige Monate alte Siedlung White Horse. Trump erkannte jedoch schnell, dass der Boom dort nur von sehr kurzer Dauer sein würde, und da es zudem Probleme mit Levin gab, stieg er schon 1901 aus dem Geschäft aus. Er hatte den angestrebten Wohlstand erlangt, und nun wollte er in Deutschland eine Ehefrau suchen.

## Heirat und versuchte Rückkehr in die Pfalz

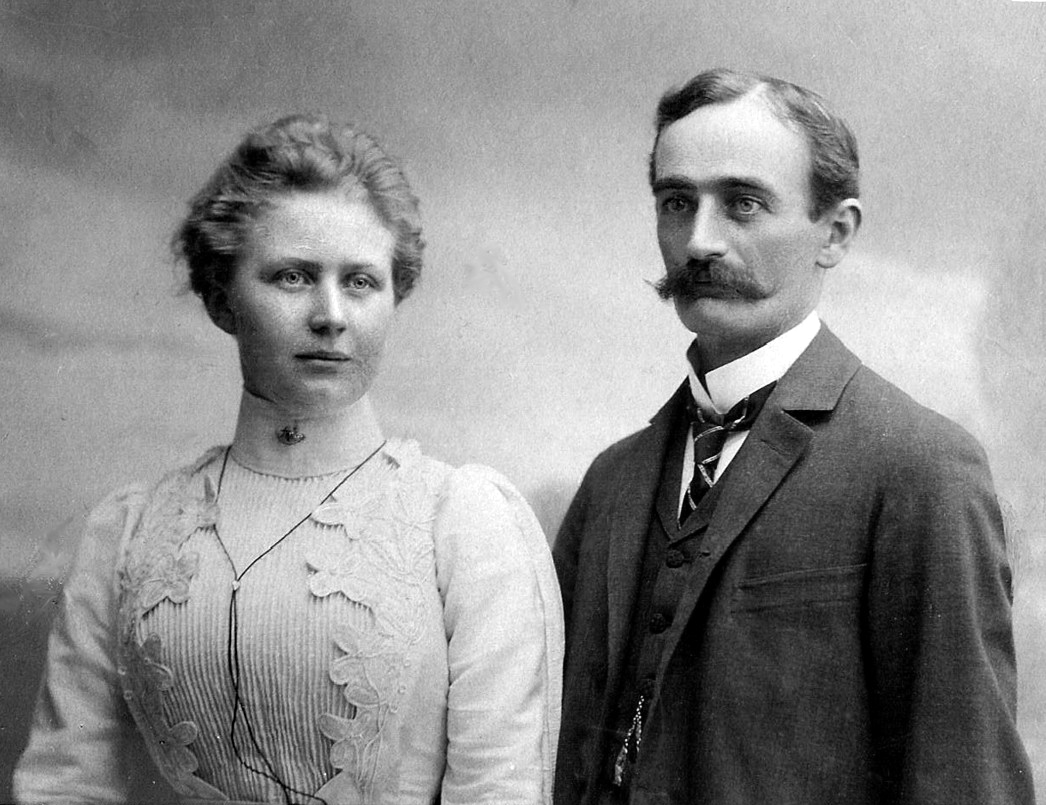
Frederick und Elizabeth Christ Trump im Jahr der Eheschließung (1902)

In Kallstadt, wohin Trump als reicher Mann zurückkehrte, fiel seine Wahl auf die elf Jahre jüngere frühere Nachbarstochter Elisabeth Christ. Da die Christs arm und im Ort wenig angesehen waren, war seine Mutter entsetzt und versuchte, ihn zu einer standesgemäßeren Wahl zu bewegen, aber schließlich heirateten Frederick und Elisabeth 1902 in Ludwigshafen, dessen Standesamt für Eheschließungen mit Ausländern zuständig war. Danach zogen sie nach New York und wohnten dort wieder bei den Schusters, die inzwischen in einem modernen, recht luxuriös ausgestatteten Wohnblock in einem deutschsprachigen Viertel der Bronx lebten. Doch trotz der stark deutsch geprägten Umgebung und der in der Nähe wohnenden Freunde und Verwandten aus Kallstadt, darunter auch Trumps Schwester Louise, litt Elizabeth, wie sie jetzt offiziell hieß, bald sehr unter Heimweh. Nach der Geburt ihrer gleichnamigen Tochter Elizabeth löste Frederick deshalb 1904 sein diesbezügliches Versprechen gegenüber dem Schwiegervater ein, und die Familie zog wieder nach Kallstadt.
In Kallstadt war Trump als wohlhabender Bürger mit gutem Leumund willkommen, zumal er sein Vermögen von 80.000 Mark (Wert 2025 etwa 600.000 €) bei der örtlichen Bank hinterlegte. Um sich dauerhaft ansiedeln zu können, beantragte er erneut die bayerische Staatsbürgerschaft, die er inzwischen verloren hatte. Der Gemeinderat unterstützte diesen Antrag, und die Behörden des Kantons Dürkheim schlossen sich dem an, wobei die kantonale Polizei ihm u. a. attestierte, dass er den Genuss von Alkohol ablehne. Die zuständige Innenbehörde in der pfälzischen Hauptstadt Speyer lehnte Trumps Wiedereinbürgerung jedoch ab, weil er vor seiner möglichen Einberufung zum Wehrdienst das Land verlassen hatte und erst jetzt, nachdem er das wehrfähige Alter überschritten hatte, wieder zurückkehren wollte. Es bestehe daher der Verdacht, dass er ausgewandert sei, um dem Wehrdienst zu entgehen, und es sei zu prüfen, ob er deswegen des Landes verwiesen werden solle.
Trump war fassungslos wegen dieser unerwarteten Wendung und setzte, mit Unterstützung des Bürgermeisters und der Kantonsverwaltung, alles in Bewegung, um sein Ziel doch noch zu erreichen. Seit seiner Emigration hatte sich in Deutschland jedoch vieles verändert (vgl. Wilhelminische Epoche). Im preußisch dominierten Deutschen Reich hatte, namentlich nachdem Wilhelm II. 1888 den Kaiserthron bestiegen hatte, das Militär eine zentrale Bedeutung erlangt, und junge Männer wurden nicht mehr nach Erfordernis einberufen, sondern der dreijährige Wehrdienst war nun obligatorisch und quasi eine Voraussetzung für die Anerkennung als Staatsbürger. Dies wog besonders schwer, weil die sich gerade zuspitzende Erste Marokkokrise (1904–1906) die Auffassung des Kaisers und des Reichskanzlers Bernhard von Bülow bestärkte, dass Deutschland von feindlich gesinnten Mächten eingekreist sei und daher der militärischen Bereitschaft höchste Priorität zukommen müsse. Zudem wurde Trump als Pfälzer ohnehin mit Argwohn betrachtet, denn der bayerischen Obrigkeit galten diese Leute, die erst 1816 durch einen Gebietstausch mit Österreich in Folge des Wiener Kongresses Untertanen des Königs geworden waren, als unkultiviert, rebellisch und subversiv.
Die konkrete Grundlage für die Ablehnung seines Antrags war ein Beschluss des bayerischen Innenministeriums von 1886, wonach Auswanderern in die USA, die der Wehrpflicht unterworfen waren, die Staatsbürgerschaft und die Aufenthaltsberechtigung entzogen wurden. Trump machte demgegenüber geltend, dass er vor dem Inkrafttreten dieser Verfügung ausgewandert war und dabei nicht dem Wehrdienst entgehen, sondern ein Auskommen finden wollte, das ihm auch die Unterstützung seiner Mutter in Kallstadt ermöglichen würde. Er habe auch nie daran gedacht, wieder nach Deutschland zurückzukehren, und deshalb seine Mutter beauftragt, seine Entlassung aus der bayerischen Staatsbürgerschaft in die Wege zu leiten. Wie sich nun herausstellte, hatte der zuständige Beamte in Kallstadt jedoch trotz mehrfacher Nachfrage Katharina Trumps nichts unternommen, und schließlich war Friedrich 1889 aufgrund des Beschlusses von 1886 die Staatsbürgerschaft aberkannt worden.

## Spätere Jahre und Tod
Alle Einsprüche und Appelle blieben ohne Erfolg, und 1905 wurden die Trumps endgültig ausgewiesen. Sie ließen sich im New Yorker Stadtteil Bronx nieder, und drei Monate später wurde der erste Sohn, Frederick jr., genannt Fred, geboren. 1907 folgte das dritte Kind, John. Trump nahm seinen Friseurberuf wieder auf, zunächst in seiner Wohnung. Später eröffnete er einen Friseursalon mit mehreren Angestellten in einem großen Bürogebäude in der Wall Street in Manhattan, wo er den noch wenig gebräuchlichen neuen Sicherheits-Rasierapparat einsetzte. Die tägliche Rasur in einem Salon war zu dieser Zeit eine Gepflogenheit erfolgreicher Geschäftsleute.
Im Dezember 1906 wandte Trump sich ein letztes Mal an das bayerische Innenministerium und machte nochmals seine Position klar. Das Ministerium reagierte prompt und erklärte ihn am 10. Januar 1907 offiziell zur unerwünschten Person. Im Jahr darauf, 1908, stieg Trump in das Immobiliengeschäft ein, indem er an der Jamaica Avenue in dem noch sehr ländlich geprägten Stadtbezirk Queens ein bescheidenes zweistöckiges Gebäude erwarb und vermietete. Der Ort und der Zeitpunkt waren mit Bedacht gewählt. Eine Brücke über den East River nach Manhattan, das bislang nur mit der Fähre oder über Brooklyn mit Queens verbunden war, stand vor der Fertigstellung, und die Jamaica Avenue mit ihrer elektrischen Straßenbahn würde sich zu einer boomenden Geschäftsstraße entwickeln.
1909 engagierte Gustav Zimmermann, ein Einwanderer aus Baden, der das Medallion Hotel an der Sixth Avenue in Manhattan übernommen und renoviert hatte und in der Nähe der Trumps in der Bronx wohnte, Trump als Manager für den Restaurant- und Barbereich, den er mit der neu erworbenen Ausschanklizenz erweitern wollte. Die Familie zog nun nach Queens, wo Trump ein weiteres, ruhig gelegenes Haus etwas abseits der lauten Jamaica Avenue kaufte. Wie schon in der Bronx lebten sie auch hier in einem stark deutsch geprägten Umfeld. Sie sprachen zu Hause Deutsch, und Frederick wickelte seine Geschäfte bevorzugt mit deutschsprachigen Partnern ab und verfasste auch sein Testament in dieser Sprache. Die Kinder sprachen kaum Englisch, bis sie in die Schule kamen. New York war Anfang des 20. Jahrhunderts mit einem Viertel deutscher oder deutschstämmiger Einwohner weltweit eine der Städte mit den meisten Deutschen, und in Queens war der Anteil Deutschsprachiger besonders hoch.
Innerhalb einiger Jahre veränderte Queens sich grundlegend. Fast alle Farmen verschwanden, die Grundstückspreise explodierten, und die Jamaica Avenue verwandelte sich von einer Allee, in der Farmer mit Pferdefuhrwerken ihre Produkte nach Manhattan brachten, in eine Häuserschlucht mit Hochbahn. Eine noch einschneidendere Veränderung für die Trumps war jedoch politischer Natur: Nachdem im Mai 1915 das britische Passagierschiff Lusitania durch ein deutsches U-Boot versenkt worden war und dabei 124 US-Bürger ums Leben gekommen waren, gaben die USA ihre bisherige Neutralität im Ersten Weltkrieg auf, und dies hatte massive Auswirkungen für alle Deutschamerikaner. Die bislang so geschätzten Mitbürger wurden jetzt beargwöhnt und waren vielerlei Einschränkungen unterworfen, und alles Deutsche, das gerade auch in Queens so prägend gewesen war, verschwand weitgehend aus der Öffentlichkeit.
Im Mai 1918 fühlte sich Trump während eines Spaziergangs mit seinem Sohn Fred plötzlich sehr unwohl, und er begab sich ins Bett. Am nächsten Tag, dem Memorial Day (30. Mai), wurde er tot aufgefunden. Der Arzt diagnostizierte eine Lungenentzündung. Fünf Tage später starb auch Trumps Schwager Fred Schuster an einer Lungenerkrankung. Zunächst schien das ein tragischer Zufall zu sein, aber bald stellte sich heraus, dass die beiden zu den frühen Opfern der Spanischen Grippe gehörten, die 1918 mehr Todesopfer forderte als der gesamte vorausgegangene Krieg.

## Post mortem
Frederick Trumps Nachlass umfasste das zweistöckige Haus der Familie mit sieben Zimmern in Queens, fünf unbebaute Grundstücke, Ersparnisse und Lebensversicherungen im Wert von 4.000 US-Dollar, Aktien im Wert von 3.600 USD und vierzehn Hypotheken. Der Nettowert wurde auf 31.359 $ (Wert 2025 etwa 950.000 $) geschätzt. Seine Witwe und sein noch minderjähriger Sohn Fred führten seine Immobilienprojekte unter der Firma Elizabeth Trump & Son fort, die Fred dann zu einem Unternehmen ausbaute, das Hunderte Millionen US-Dollar wert wurde und heute als The Trump Organization im Besitz des Enkels Donald Trump ist.
Bei seinem ersten Staatsbesuch in den USA am 5. Juni 2025 überreichte der deutsche Bundeskanzler Friedrich Merz  Präsident Trump im Weißen Haus als Geschenk ein gerahmtes Faksimile der Geburtsurkunde seines Großvaters.